# Jaf economic
Jaful economic (germană: Raubwirtschaft) este o formă de economie în care obiectivul principal este de a jefui bogăția și resursele unei țări sau ale unui teritoriu. Termenul german Raubwirtschaft este sinonim cu colonialismul, unde nu există nicio intenție de dezvoltare a coloniei mai  mult decât este strict necesar pentru o exploatare eficientă din punct de vedere economic.  
Termenul se aplică și în prezent unor țări considerate independente și suverane, dar care, după unii politicieni, sunt jefuite ca niște colonii.